# Galafura
Galafura é uma povoação portuguesa do Município do Peso da Régua que foi sede da extinta Freguesia de Galafura, freguesia que tinha 13,01 km² de área e 664 habitantes (2011), e, por isso, uma densidade populacional de 51 hab/km².
A Freguesia de Galafura foi extinta, pela última reorganização administrativa do território das freguesias, de acordo com a Lei nº 11-A/2013 de 28 de Janeiro, tendo sido agregada com a Freguesia de Covelinhas e passado a constituir a então criada União das Freguesias de Galafura e Covelinhas com sede em Galafura.

## População
| Número de habitantes | Número de habitantes | Número de habitantes | Número de habitantes | Número de habitantes | Número de habitantes | Número de habitantes | Número de habitantes | Número de habitantes | Número de habitantes | Número de habitantes | Número de habitantes | Número de habitantes | Número de habitantes | Número de habitantes |
| -------------------- | -------------------- | -------------------- | -------------------- | -------------------- | -------------------- | -------------------- | -------------------- | -------------------- | -------------------- | -------------------- | -------------------- | -------------------- | -------------------- | -------------------- |
| 1864                 | 1878                 | 1890                 | 1900                 | 1911                 | 1920                 | 1930                 | 1940                 | 1950                 | 1960                 | 1970                 | 1981                 | 1991                 | 2001                 | 2011                 |
| 671                  | 734                  | 654                  | 732                  | 549                  | 617                  | 686                  | 790                  | 915                  | 1 050                | 987                  | 980                  | 1 035                | 835                  | 664                  |

(Obs.: Número de habitantes "residentes", ou seja, que tinham a residência oficial no respetivo município à data em que os censos  se realizaram.)

## Património Cultural
- Cemitério Mouro ou Fonte dos Mouros [2]
- Marcos de demarcação da zona de produção de vinhos generosos do Douro [3]
- Conjunto - Igreja de São Vicente (Galafura) ou Igreja Matriz de Galafura, campanário e cruzeiro [4]
- Marco granítico n.º 26 [5]
- Marco granítico n.º 27 [6]
- Marcos graníticos n.º 28 e 29 [7]
- Marco granítico n.º 30 [8]
- Marco granítico n.º 73 [9]